# Phrynetoides minor
Phrynetoides minor är en skalbaggsart som beskrevs av Schwarzer 1931. Phrynetoides minor ingår i släktet Phrynetoides och familjen långhorningar. Inga underarter finns listade i Catalogue of Life.